# Interferometr Macha-Zehndera

Interferometr Macha - Zehndera: S - źródło światła; P_{1}, P_{2} - płytki półprzepuszczalne; Z_{1}, Z_{2} - zwierciadła; O - ekran do obserwacji prążków interferencyjnych; A - badany obiekt fazowy

W interferometrze Macha-Zehndera promień świetlny padający na wejście układu rozdzielany jest układem luster na dwa promienie, z których każdy przechodzi przez interferometr inną drogą. Następnie oba promienie ponownie spotkają się na wyjściu układu. Obraz interferencyjny, oglądany na ekranie, zależy od różnicy faz obu promieni; a zatem jest on czuły na najdrobniejsze detale, które mogą wpływać na różnicę dróg optycznych pomiędzy ramionami interferometru.
Jeśli w jednym z ramion interferometru (nazywanym ramieniem sygnałowym) umieścimy tak zwany obiekt fazowy (dowolny obiekt przezroczysty o nieznacznie zmieniającym się w czasie lub przestrzeni współczynniku załamania) to efekty tych zmian widoczne będą na obrazie interferencyjnym w postaci układu prążków. Można to wykorzystać do badania subtelnych niejednorodności obiektów przezroczystych - np. przestrzennego rozkładu naprężeń w przezroczystym ośrodku stałym, lub rozkładu temperatury (i zarazem gęstości) gazu.
Konstruktorami tego typu interferometru byli Ludwig Mach (syn Ernsta Macha) oraz Ludwig Zehnder.

Interferometr Macha-Zehndera należy do grupy interferometrów dwuwiązkowych.